# سيفين أولافور جونارسون
سيفين أولافور جونارسون هو كاتب سيناريو وممثل أيسلندي، ولد في 1976 بريكيافيك في آيسلندا.

## أعمال

### أفلام
- (2016) قلب الحجر

## وصلات خارجية
- سيفين أولافور جونارسون على موقع IMDb (الإنجليزية)
- سيفين أولافور جونارسون على موقع قاعدة بيانات الأفلام العربية
- سيفين أولافور جونارسون على موقع ألو سيني (الفرنسية)
- سيفين أولافور جونارسون على موقع أول موفي (الإنجليزية)
- سيفين أولافور جونارسون على موقع قاعدة بيانات الأفلام السويدية (السويدية)
- سيفين أولافور جونارسون على موقع قاعدة بيانات الفيلم (الإنجليزية)
- سيفين أولافور جونارسون على موقع كينوبويسك (الروسية)